# Fort 2
Fort 2 is een fort gelegen te Wommelgem en onderdeel van de onder Henri Alexis Brialmont gebouwde Brialmontgordel.

## Bouw
Het werd gebouwd in 1860-1864, in baksteen met details in natuursteen. Op het hoofdfrontgebouw is een monogram van koning Leopold I. Het ontwerp is een aangepaste versie van Fort 3 van Borsbeek. Tevens is het ook het enige fort waar een geschutskoepel op het reduit werd gepland. Dit ontwerp werd echter nooit uitgevoerd. Het fungeerde na de Tweede Wereldoorlog als kazerne en werkplaats voor militaire voertuigen.

## Huidige situatie
Het fort is sinds 1977 eigendom van de gemeente Wommelgem en is op het gewestplan ingekleurd als parkgebied. Vandaag wordt het fort gebruikt voor sportactiviteiten en geeft het onderdak aan plaatselijke socio-culturele verenigingen. In het fort zijn er vijf musea (Brialmont-, Politie-, Muziekinstrumenten-, Sint-Elooimuseum, en Musea WOI en WOII, inclusief een afdeling V-wapens) en een bijenstand gehuisvest.
Op 25 maart 1996 is het fort, met inbegrip van alle oude gebouwen grachten en omwallingen, beschermd als monument.
Fort 2 is geselecteerd als Habitatrichtlijngebied en is een belangrijke overwinteringsplaats voor vleermuizen. In het fort worden jaarlijks een 50-tal vleermuizen geteld.

## Galerij

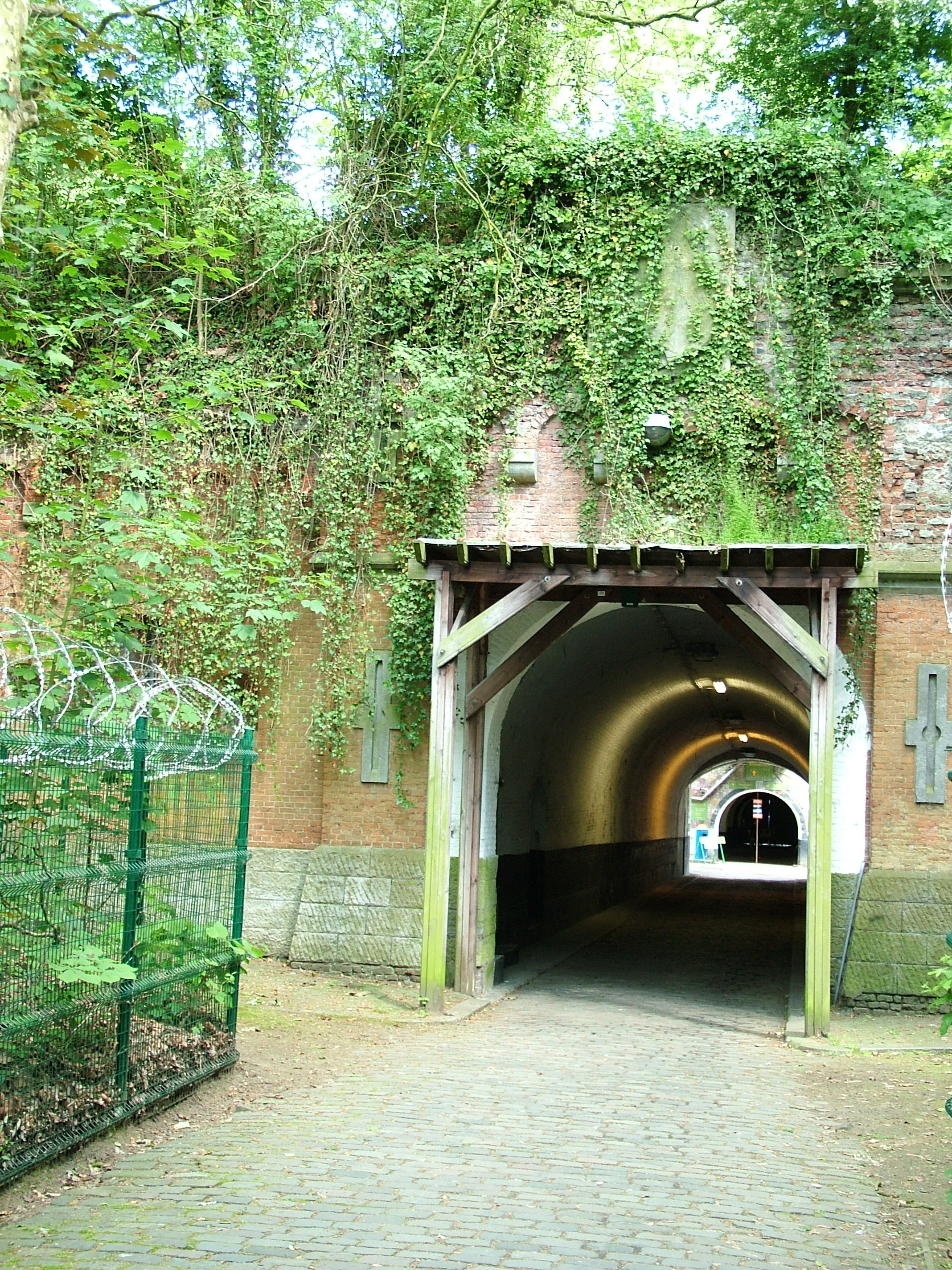
Toegangspoort
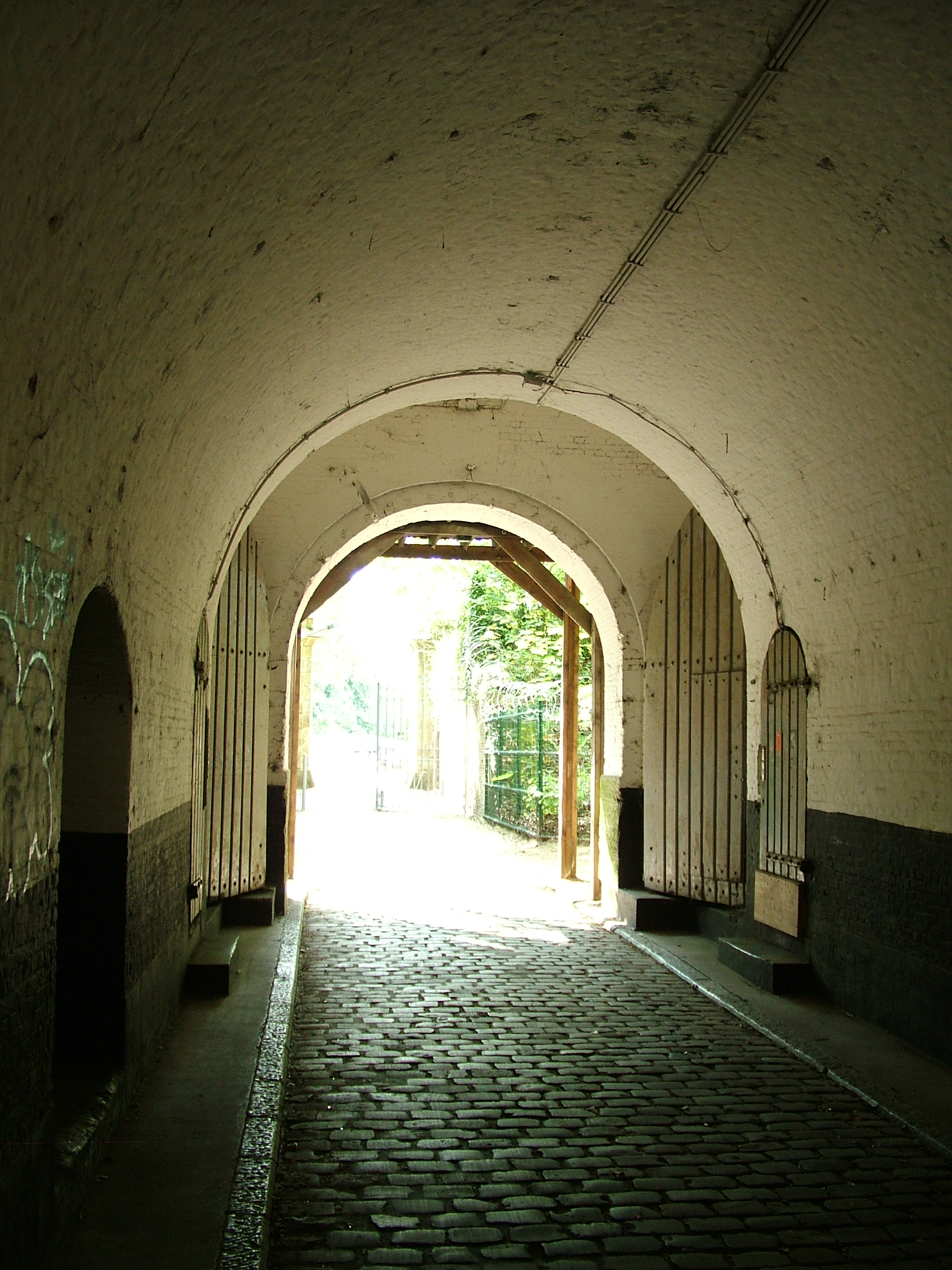
Doorgang
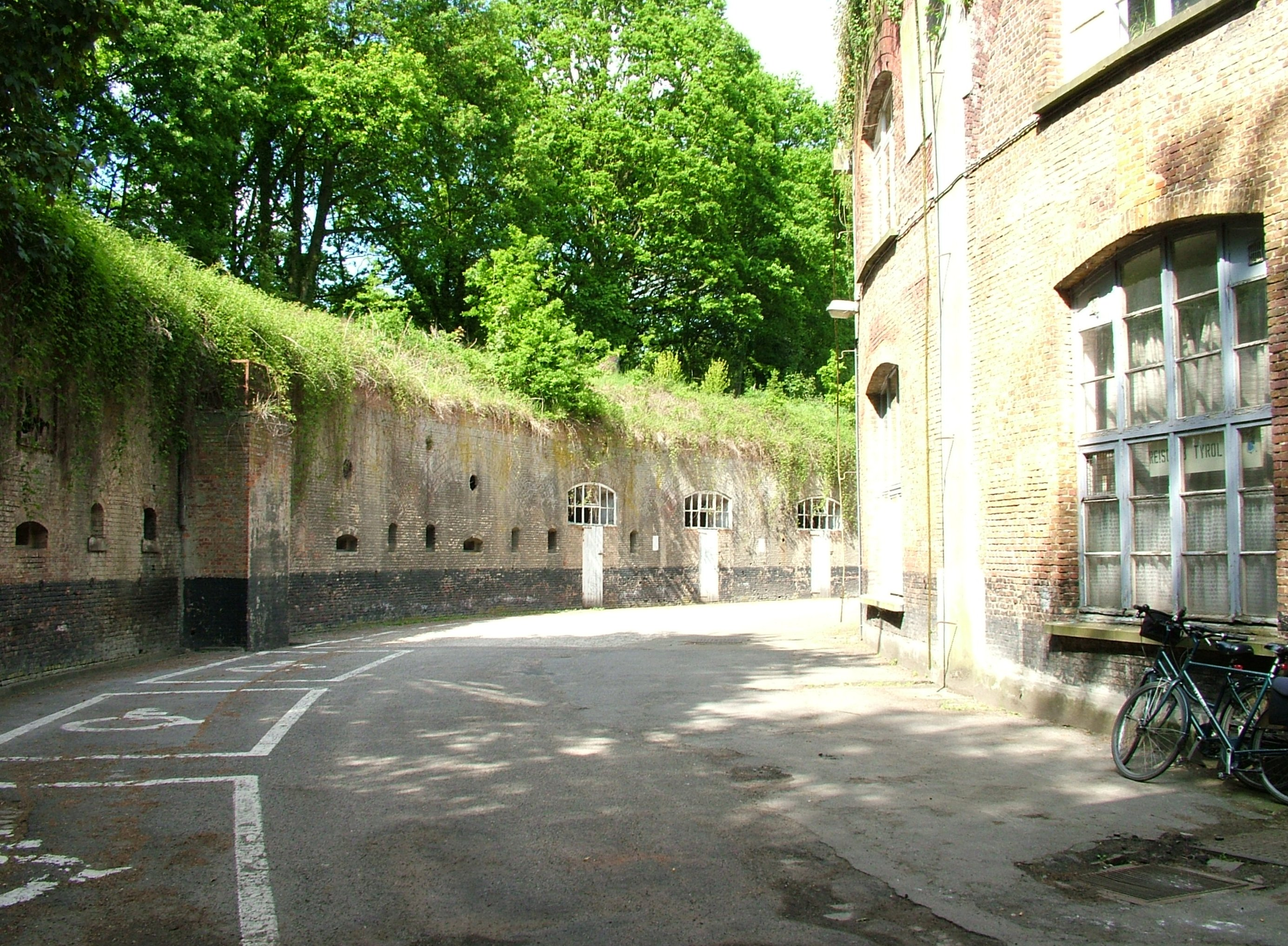
Binnenfort
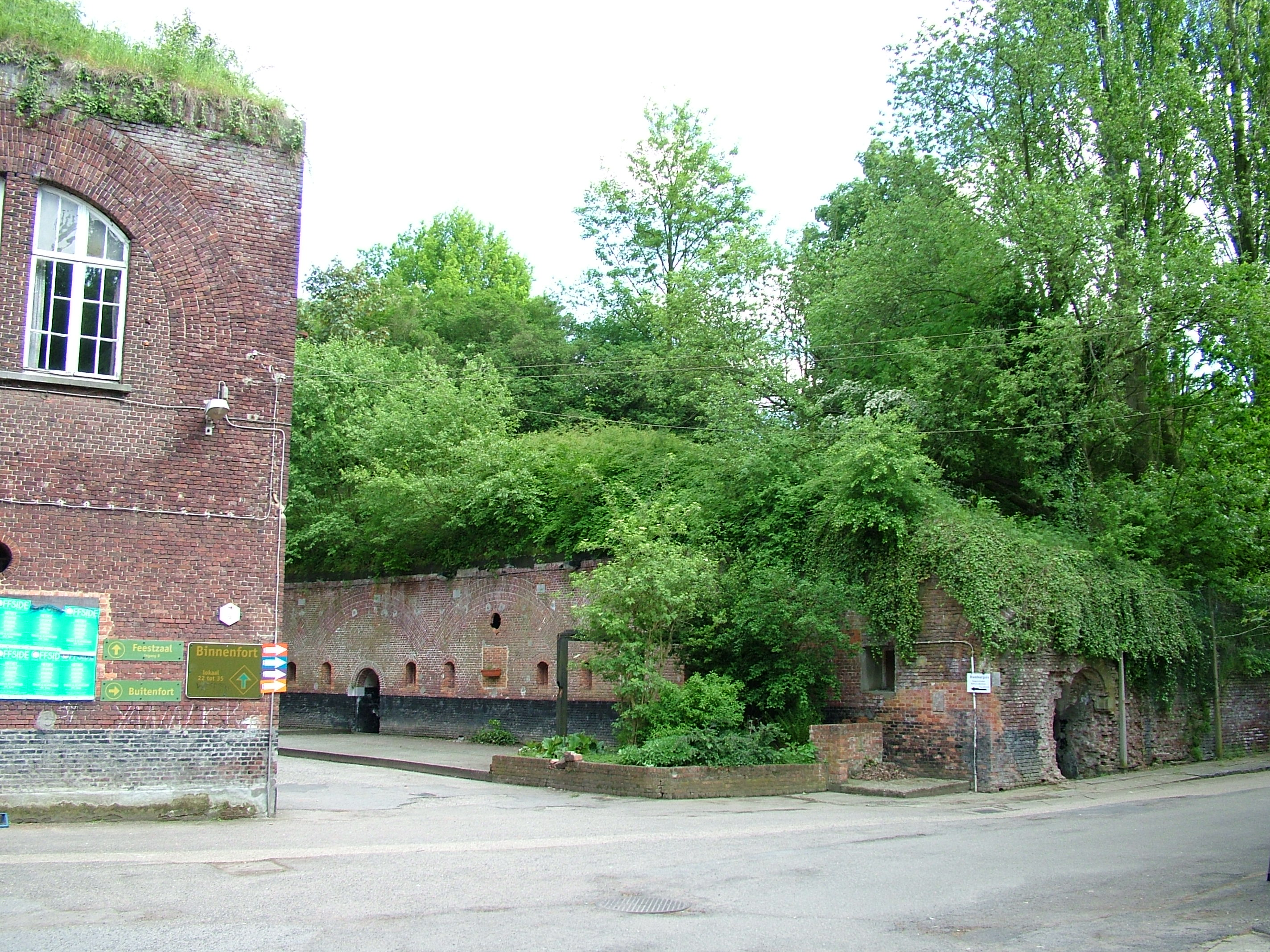
Binnenfort
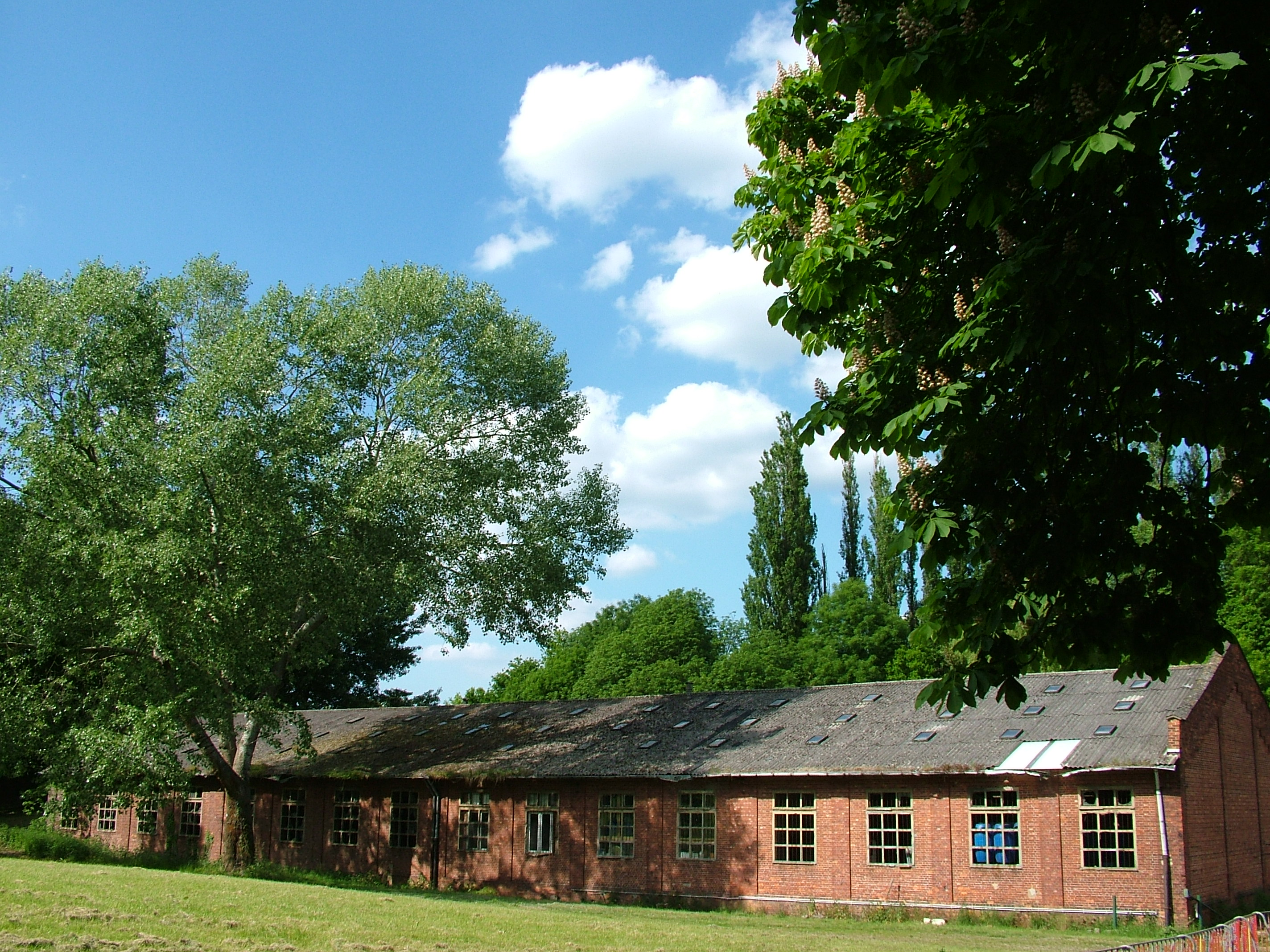
Gebouw